# Aneurin Barnard
Aneurin Barnard (Bridgend (Wales), 8 mei 1987) is een Welsh acteur.
Barnard groeide op in Rhondda Cynon Taf, een gemeente in het zuiden van Wales. Hij ging naar school in het kleine stadje Llanharry. Barnard verhuisde als jonge man naar Cardiff, waar hij in 2008 afstudeerde aan het Royal Welsh College of Music & Drama.
Zijn filmcarrière begon in 2003 toen hij de jonge prins Jonatan speelde in de Britse bijbelreeks Jacob's Ladder. Dit werd gevolgd door andere kleinere rollen, waaronder in de middeleeuwse film Ironclad uit 2011.
Zijn doorbraak kwam in 2013 toen hij koning Richard III van Engeland speelde in de miniserie The White Queen. In 2017 speelde hij de rol van Gibson in de oorlogsfilm Dunkirk.
Ook speelde Barnard in de Tony Award-winnende musical Spring Awakening de rol van Melchior.

## Filmografie
Exclusief korte films

### Film
| Jaar | Titel                                      | Rol                     | Opmerkingen            |
| ---- | ------------------------------------------ | ----------------------- | ---------------------- |
| 2011 | Ironclad                                   | Guy the Squire          | Baron d'Aubigny's zoon |
| 2011 | Powder                                     | Miguel                  |                        |
| 2011 | Hunky Dory                                 | Davey                   |                        |
| 2012 | Citadel                                    | Tommy                   |                        |
| 2012 | Elfie Hopkins                              | Dylan Parker            |                        |
| 2012 | The Facility                               | Adam                    |                        |
| 2013 | The Truth About Emanuel                    | Claude                  |                        |
| 2013 | Trap for Cinderella                        | Jake                    |                        |
| 2013 | Mary Queen of Scots                        | Darnley                 |                        |
| 2014 | The Adventurer: The Curse of the Midas Box | Mariah Mundi            |                        |
| 2017 | Bitter Harvest                             | Mykola                  |                        |
| 2017 | Interlude in Prague                        | Wolfgang Amadeus Mozart |                        |
| 2017 | Dunkirk                                    | Gibson                  |                        |
| 2018 | Bigger                                     | Ben Weider              |                        |
| 2018 | Dead in a Week Or Your Money Back          | William                 |                        |
| 2019 | The Personal History of David Copperfield  | James Steerforth        |                        |
| 2019 | The Goldfinch                              | Boris Pavlikovsky       |                        |
| 2019 | Radioactive                                | Paul Langevin           |                        |

### Televisie
| Jaar | Titel                    | Rol                       | Opmerkingen                         |
| ---- | ------------------------ | ------------------------- | ----------------------------------- |
| 2003 | Jacob's Ladder           | Jonge prins Jonatan       |                                     |
| 2007 | Y Pris                   | Tupac                     |                                     |
| 2008 | Casualty                 | Damien                    | Aflevering "Hurt"                   |
| 2009 | Doctors                  | Chas Murdoch              | Aflevering "Filmflam Thank You Man" |
| 2012 | We'll Take Manhattan     | David Bailey              | Televisiefilm                       |
| 2013 | The White Queen          | Richard III van Engeland  | 10 afleveringen                     |
| 2013 | Agatha Christie's Marple | Robbie Hayman             | Aflevering "Endless Night"          |
| 2013 | Moonfleet                | John Trenchard            | 3 afleveringen                      |
| 2014 | Under Milk Wood          | Drowned (stem)            | Televisiefilm                       |
| 2014 | Cilla                    | Robert "Bobby" Willis Jr. | 3 afleveringen                      |
| 2015 | The Scandalous Lady W    | Captain George Bisset     | Televisiefilm                       |
| 2015 | Killing Jesus            | Jakobus de Meerdere       | Televisiefilm                       |
| 2016 | War & Peace              | Boris Drubetskoy          | 6 afleveringen                      |
| 2016 | Thirteen                 | Tim Hobson                | 5 afleveringen                      |
| 2017 | SS-GB                    | PC Jimmy Dunn             | 2 afleveringen                      |
| 2019 | Sherwood                 | Gisbourne (stem)          | 10 afleveringen                     |
| 2019 | Midsomer Murders         | Freddie Lamb              | Aflevering "With Baited Breath"     |
| 2020 | Barkskins                | Hamish Goames             | 7 afleveringen                      |

## Prijzen en nominaties

### BAFTA Cymru Awards
| Jaar | Titel       | Categorie    | Uitslag     |
| ---- | ----------- | ------------ | ----------- |
| 2016 | War & Peace | Beste acteur | Genomineerd |

### Laurence Olivier Award
| Jaar | Titel            | Categorie                   | Uitslag  |
| ---- | ---------------- | --------------------------- | -------- |
| 2010 | Spring Awakening | Beste acteur in een musical | Gewonnen |